# Nephthea legiopolypa
Nephthea legiopolypa is een zachte koraalsoort uit de familie Nephtheidae. De koraalsoort komt uit het geslacht Nephthea. Nephthea legiopolypa werd in 1982 voor het eerst wetenschappelijk beschreven door Verseveldt & Alderslade. 